# Aproximación de Boussinesq (flotabilidad)
En dinámica de fluidos, la aproximación de Boussinesq, pronunciada [businɛsk], llamada así por Joseph Boussinesq, se utiliza en el campo del flujo impulsado por la flotabilidad, también conocido como convección natural. Ignora las diferencias de densidad, es decir, supone la densidad constante, excepto cuando aparecen en términos multiplicados por «g», la  aceleración debida a la gravedad. La esencia de la «aproximación de Boussinesq» es que la diferencia de inercia es insignificante, pero la gravedad es lo suficientemente fuerte como para hacer que el peso específico sea apreciablemente diferente entre los dos fluidos. Las  ondas sonoras son imposibles o se desprecian cuando se utiliza la aproximación de Boussinesq, ya que  estas se mueven a través del aire, que tiene variaciones de densidad ya que es un fluido compresible.
Los flujos de Boussinesq son comunes en la naturaleza, como los  frentes atmosféricos, la circulación oceánica, los  vientos catabáticos), en la industria la dispersión densa de gases, ventilación de las vitrinas, y en el entorno construido (ventilación natural, calefacción central). La aproximación es extremadamente precisa para muchos de estos flujos y hace que las matemáticas y la física sean más sencillas.

## La aproximación
La «aproximación de Boussinesq» se aplica a problemas en los que el fluido varía de temperatura de un lugar a otro, impulsando un flujo de fluido y llevándose a cabo una transferencia de calor. El fluido satisface la ley de conservación de la materia, la conservación de la cantidad de movimiento y la conservación de la energía. En la aproximación de Boussinesq, las variaciones en las propiedades del fluido distintas de la densidad ρ son ignoradas, y la densidad solo aparece cuando se multiplica por g, la aceleración gravitatoria.: 127–128  Si u es la velocidad local de una parcela de fluido, la ecuación de continuidad para la conservación de la masa es.: 52 
{\displaystyle {\frac {\partial \rho }{\partial t}}+\nabla \cdot \left(\rho \mathbf {u} \right)=0.}
Si se ignoran las variaciones de densidad, entonces {\displaystyle {\frac {\partial \rho }{\partial t}}=0} 
y esta fórmula se reduce a:: 128 
| {\displaystyle \nabla \cdot \mathbf {u} =0.} | \| \| \| \| \| \| \| \| | (1) |
|                                              |                         |     |
|                                              |                         |     |

La expresión general para la conservación del momento de un fluido incompresible, newtoniano (las ecuaciones de Navier-Stokes) es
{\displaystyle {\frac {\partial \mathbf {u} }{\partial t}}+\left(\mathbf {u} \cdot \nabla \right)\mathbf {u} =-{\frac {1}{\rho }}\nabla p+\nu \nabla ^{2}\mathbf {u} +{\frac {1}{\rho }}\mathbf {F} ,}
donde ν (nu) es la viscosidad cinemática y F es la suma de cualquier fuerza corporal como gravedad.: 59  En esta ecuación, se supone que las variaciones de densidad tienen una parte fija y otra parte que  dependende linealmente de la temperatura:
{\displaystyle \rho =\rho _{0}-\alpha \rho _{0}(T-T_{0}),}
donde α es el coeficiente de dilatación térmica.: 128–129  La aproximación de Boussinesq establece que la variación de la densidad solo es importante en el término de la flotabilidad.
Si {\displaystyle F=\rho \mathbf {g} ,} es la fuerza del cuerpo gravitatorio o gravedad, la ecuación de conservación resultante es: 129 
| {\displaystyle {\frac {\partial \mathbf {u} }{\partial t}}+\left(\mathbf {u} \cdot \nabla \right)\mathbf {u} =-{\frac {1}{\rho _{0}}}\nabla (p-\rho _{0}\mathbf {g} )+\nu \nabla ^{2}\mathbf {u} -\mathbf {g} \alpha (T-T_{0}).} | \| \| \| \| \| \| \| \| | (2) |
| |                         |     |
| |                         |     |

En la ecuación para el flujo de calor en un gradiente de temperatura, la capacidad de calor por unidad de volumen, {\displaystyle \rho C_{p}}, se supone que es constante y se ignora el término de disipación. La ecuación resultante es:
| {\displaystyle {\frac {\partial T}{\partial t}}+\mathbf {u} \cdot \nabla T={\frac {\kappa }{\rho C_{p}}}\nabla ^{2}T+{\frac {J}{\rho C_{p}}},} | \| \| \| \| \| \| \| \| | (3) |
| |                         |     |
| |                         |     |

donde J es la cantidad por unidad de volumen de la producción interna de calor y {\displaystyle \kappa } es la difusividad térmica.: 129 .
Las tres ecuaciones numeradas son las ecuaciones de convección básicas en la aproximación de Boussinesq.

## Ventajas
La ventaja de la aproximación se pone de manifiesto cuando se considera un flujo de, digamos, agua caliente y fría, de densidades ρ1 y ρ2, solo hay que considerar una única densidad ρ: la diferencia Δρ = ρ1 − ρ2 es despreciable. Análisis dimensional muestra que, bajo estas circunstancias, la única forma sensata en que la aceleración debida a la gravedad g debería entrar en las ecuaciones de movimiento es en los casos en que la gravedad g′ es muy reducida  donde:
{\displaystyle g'=g{\frac {\rho _{1}-\rho _{2}}{\rho }}.}
Obsérvese que el denominador puede ser cualquiera de las dos densidades sin afectar el resultado porque el cambio sería del orden de:
g(Δρρ)2
.
El número adimensional más utilizado sería el número de Richardson y el número de Rayleigh. 
La matemática del flujo es por lo tanto más simple porque la relación de densidades ρ1ρ2 es un número adimensional, que no afecta al flujo; la aproximación de Boussinesq establece que se puede suponer que es prácticamente igual a uno.

## Inversiones
Una característica de los flujos de Boussinesq es que son iguales cuando se miran al revés, siempre que se inviertan las identidades de los fluidos. La aproximación de Boussinesq es inexacta cuando la diferencia de densidad adimensional Δρρ es del orden de la unidad.
Por ejemplo, consideremos una ventana abierta en una habitación más cálida que el exterior. El aire caliente del interior es menos denso que el aire frío del exterior, que fluye hacia la habitación y baja hacia el suelo. Ahora imagina lo contrario: una habitación fría expuesta al aire caliente del exterior. Aquí el aire que entra se mueve hacia el techo. Si el flujo es de Boussinesq y la habitación es  simétrica, entonces ver la habitación fría al revés es exactamente lo mismo que ver la habitación cálida al revés. Esto se debe a que la única forma en que la densidad entre en el problema es a través de la reducción de la gravedad g′ que solo sufre un cambio de signo al cambiar del flujo de la habitación cálida al flujo de la habitación fría.
Un ejemplo de un flujo no Boussinesq son las burbujas que se elevan en el agua. El comportamiento de las burbujas de aire que se elevan en el agua es muy diferente del comportamiento del agua que cae en el aire: en el primer caso, las burbujas ascendentes tienden a formar conchas hemisféricas, mientras que el agua que cae en el aire se divide en gotas de lluvia de pequeñas dimensiones. En este caso entre a formar parte del problema la tensión superficial y dificulta la cuestión.